# Itatingamyia bivittata
Itatingamyia bivittata är en tvåvingeart som beskrevs av Albuquerque 1979. Itatingamyia bivittata ingår i släktet Itatingamyia och familjen husflugor. Inga underarter finns listade i Catalogue of Life.